# أبكالو
أبكالو بالأكدية أبكال بالسومرية، وهم حسب الميثولوجيا السومرية حكماء السماء السبعة وهم نصف ألهة خلقهم الإله السومري إنكي (بالأكدية إيا)، وهم المسؤولون عن خلق الثقافة والحضارة في سومر والشعوب الآخرى، وكذلك هم الكهنة الرئيسيون للاله إنكي كبير الآلهة السومرية، وهم المستشارين الرئيسيين له، وهم حسب الأسطورة السومرية من حثوا الإله إنكي كبير الآلهة السومرية على حدوث الطوفان في أرض سومر وذلك لإغراق البشرية.

## معرض صور

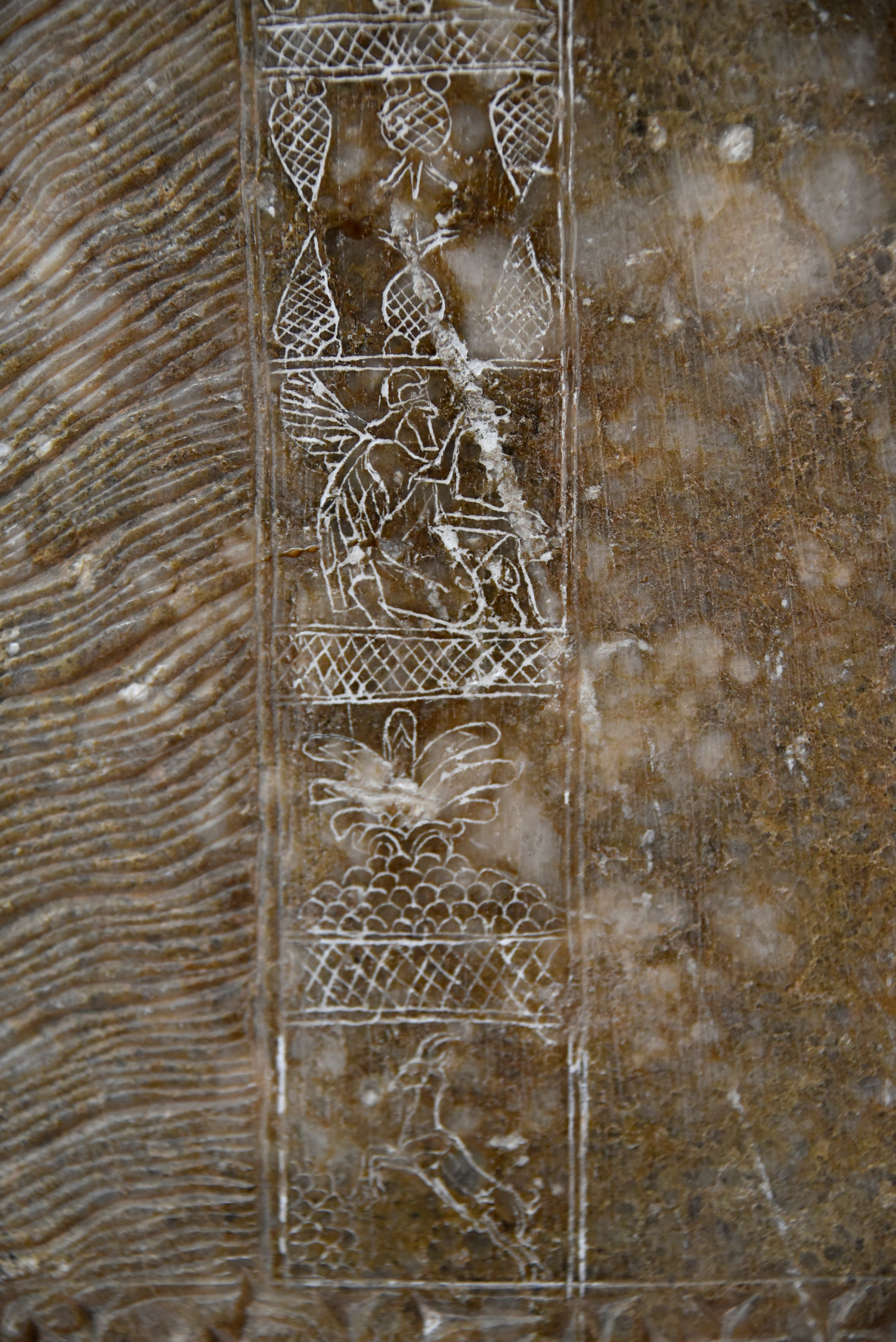
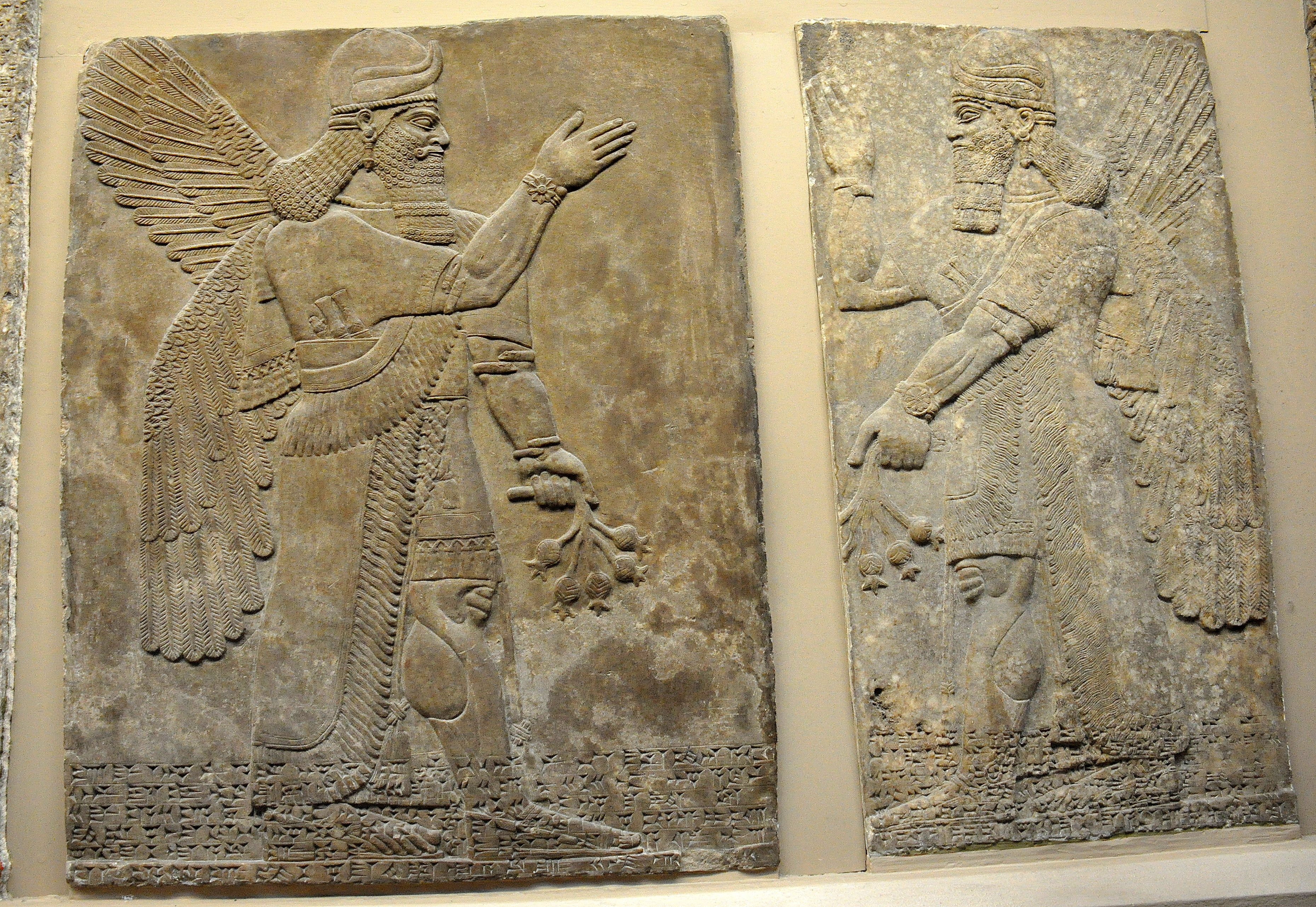
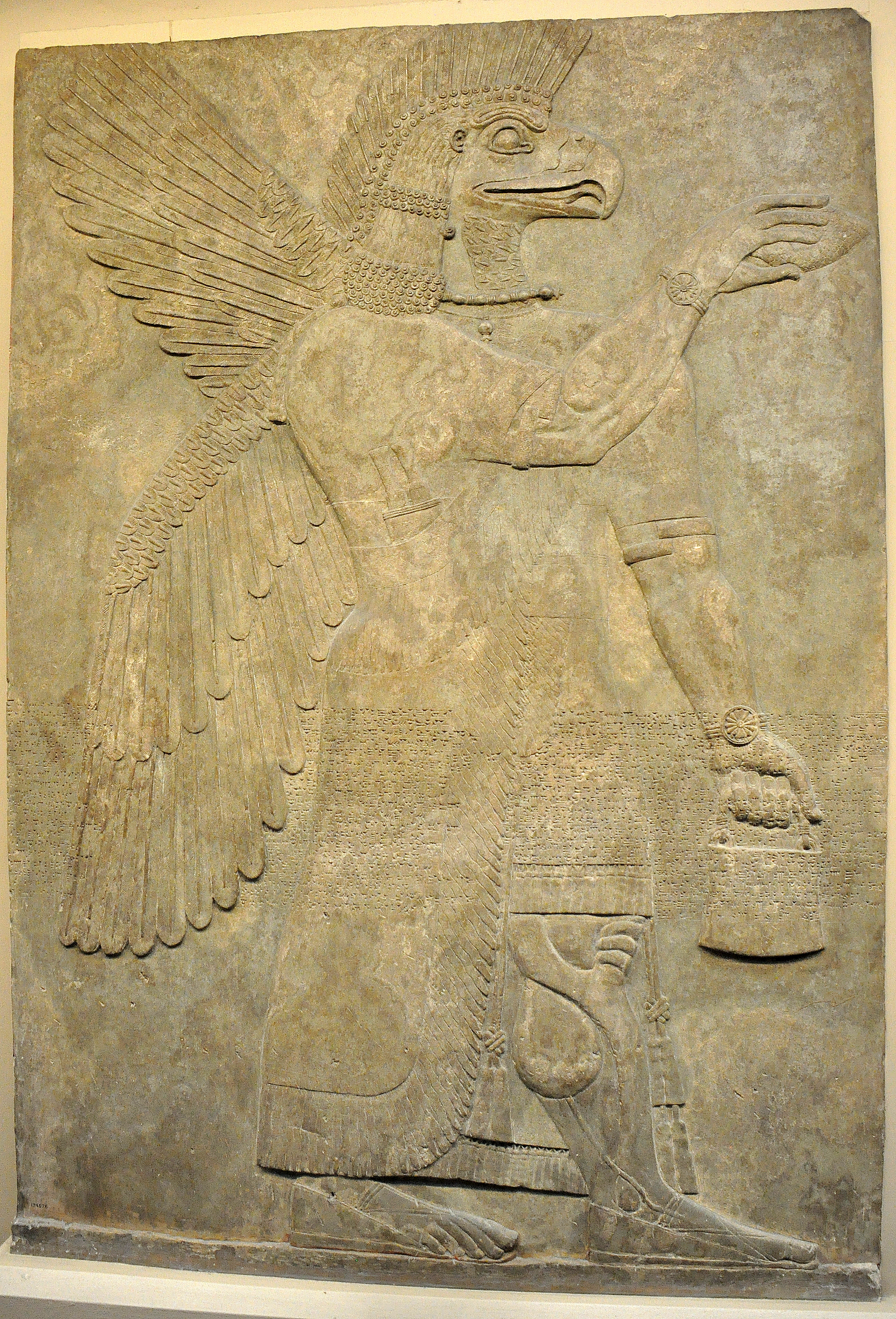
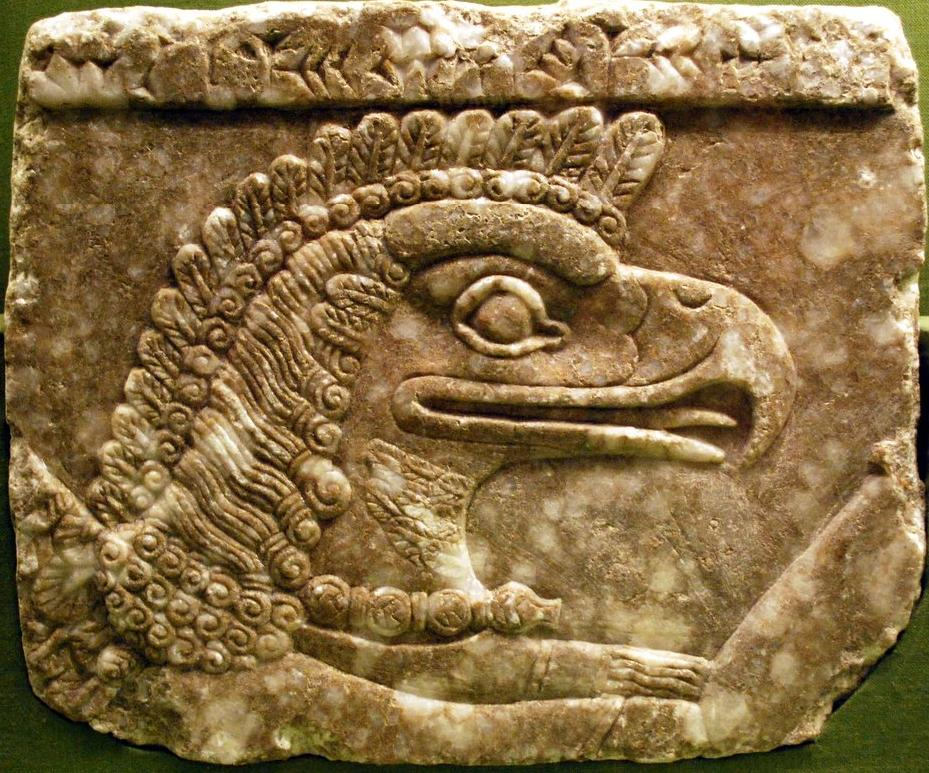
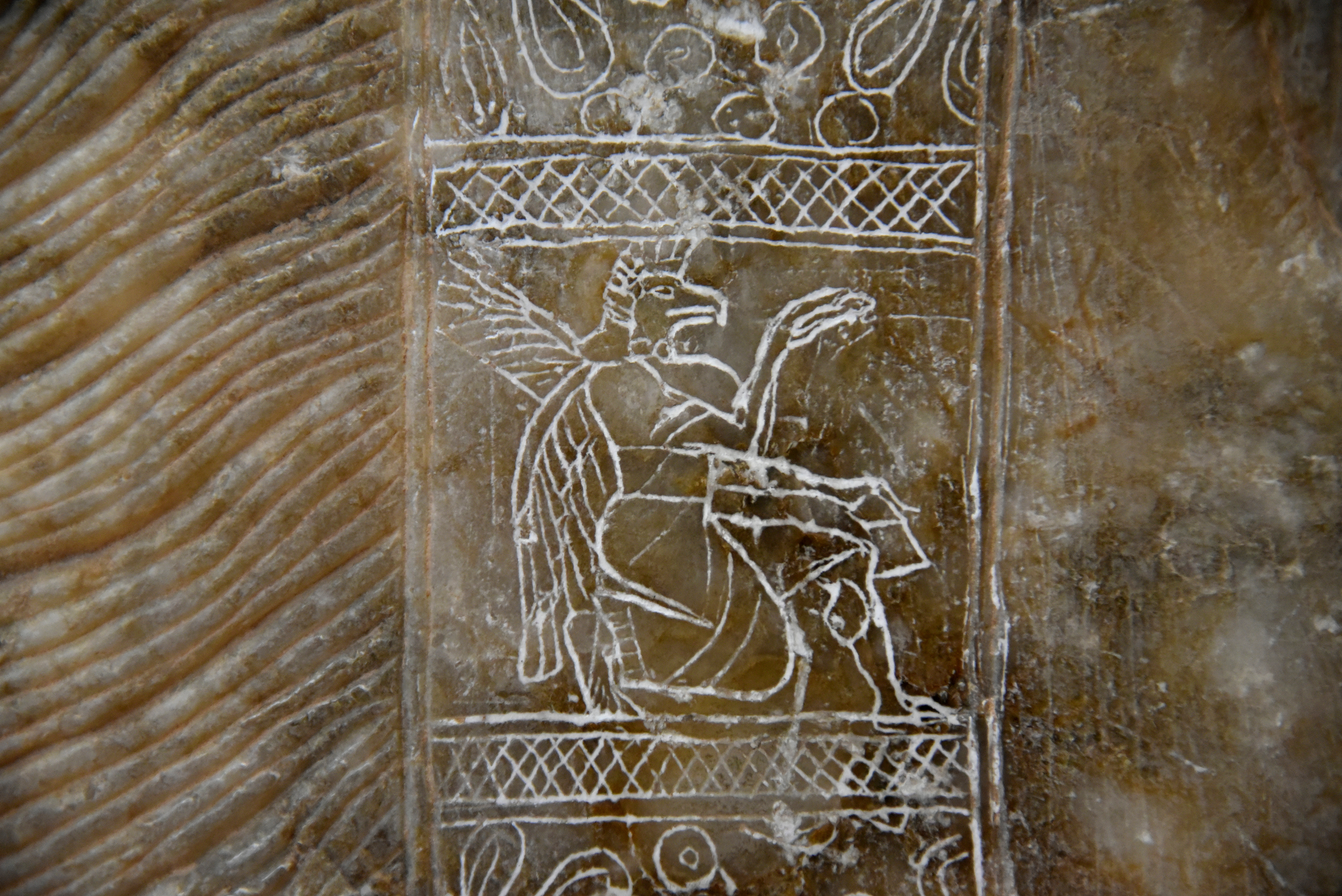